# كأس العالم للأندية 2022
كأس العالم للأندية 2022 (المعروفة رسميًا باسم كأس العالم للأندية المغرب 2022 المقدمة من روح السعودية لأسباب الرعاية) هي النسخة التاسعة عشر من كأس العالم للأندية، وهي بطولة أندية كرة القدم دولية ينظمها الاتحاد الدولي لكرة القدم (الفيفا)، بالإضافة إلى بطل الدوري للدولة المضيفة. أقيمت البطولة ما بين 1 و 11 فبراير 2023 بالمغرب.
لم يستطع حامل اللقب، تشيلسي الإنجليزي، الدفاع عن لقبه بعد إقصاءه في ربع نهائي دوري أبطال أوروبا 2021–22 على يد بطل هذه النسخة في وقت لاحق، ريال مدريد الإسباني. فاز هذا الأخير بلقب كأس العالم للأندية للمرة الخامسة في تاريخه بعد تغلبه على الأهلي المصري في نصف النهائي بنتيجة 4–1، ثم بعد ذلك فوزه في المباراة النهائية على الهلال السعودي بنتيجة 5–3.

## خلفية واختيار المستضيف
في حين أن كأس العالم للأندية تُلعب عادةً سنويًا في ديسمبر، إلا أن بطولة 2022 لم يكن ممكنا أن تقام خلال هذه الفترة بسبب الجدول الزمني لكأس العالم لكرة القدم 2022 في نوفمبر وديسمبر 2022. جعل هذا، بالتزامن مع التوسع المستقبلي المخطط له من قبل الاتحاد الدولي لكرة القدم لكأس العالم للأندية، التفاصيل العامة حول ما إذا كانت بطولة 2022 ستقام قليلة. ورغم ذلك، تم تخصيص 20 مليون دولار أمريكي لكأس العالم للأندية في ميزانية الفيفا لسنة 2023. في ديسمبر 2022، أشار رئيس اتحاد الكونكاكاف لكرة القدم فيكتور مونتالياني أن كأس العالم للأندية ستقام في عام 2023، لكن لن تستضيفها الولايات المتحدة. في 14 ديسمبر، أعلنت الفيفا أن البلد المضيف وتواريخ البطولة سيتم تأكيدهما في اجتماع مجلس الفيفا في الدوحة، قطر، في 16 ديسمبر.
في مايو، صرح موقع أونيفيرسو أونلاين أن اليابان مهتمة باستضافة نسخة 2022 من كأس العالم للأندية، وهي التي فازت بشرف تنظيم النسخة السابقة قبل أن تتراجع بسبب جائحة فيروس كورونا في اليابان. قال موقع أونيفيرسو أونلاين أيضاً في أغسطس أن الصين تريد تنظيم البطولة، وهي التي اختيرت سابقا لتنظيم النسخة الموسعة من كأس العالم للأندية في 2021 لكنها تأجلت بسبب مشاكل إعادة البرمجة الناتجة عن جائحة كوفيد-19. في سبتمبر، قالت صحيفة أس الإسبانية أن الولايات المتحدة والإمارات العربية المتحدة، مستضيفة النسخ السابقة، تطمعان لتنظيم البطولة. في ديسمبر، ذكرت صحيفة أس أن المغرب وقطر والإمارات العربية المتحدة هم المهتمون باستضافة البطولة. في 16 ديسمبر 2022، اختار مجلس الفيفا المغرب بلداً مستضيفاً للبطولة، وأكد أنها ستقام في الفترة ما بين 1 إلى 11 فبراير 2023. أفادت الصحيفة أيضًا أن نهائي دوري أبطال آسيا 2022، الذي تم تأجيله سابقًا إلى أواخر فبراير 2023 بسبب جائحة فيروس كورونا، سيعاد برمجته لتسهيل جدولة كأس العالم للأندية. ومع ذلك، أكد الاتحاد الآسيوي لكرة القدم في 23 ديسمبر 2022 أن دوري أبطال أسيا 2022 لن ينتهي في الوقت المحدد، ولهذا سيكون نادي الهلال السعودي هو ممثل القارة الآسيوية بصفته حامل لقب دوري أبطال آسيا 2021.

## الفرق المتأهلة
| النادي                 | الاتحاد القاري                       | طريقة التأهل                    | تاريخ التأهل          | مشاركات سابقة (الخط الغليظ يشير لسنة الفوز باللقب)                    |
| يدخلون في نصف النهائي  | يدخلون في نصف النهائي                | يدخلون في نصف النهائي           | يدخلون في نصف النهائي | يدخلون في نصف النهائي                                                 |
| ---------------------- | ------------------------------------ | ------------------------------- | --------------------- | --------------------------------------------------------------------- |
| فلامينغو               | الكونميبول                           | بطل كوبا ليبرتادوريس 2022       | 29 أكتوبر 2022        | الثانية (سابقة: 2019)                                                 |
| ريال مدريد             | الاتحاد الأوروبي لكرة القدم          | بطل دوري أبطال أوروبا 2021–22   | 28 مايو 2022          | السادسة (سابقة: 2000، 2014، 2016، 2017، 2018)                         |
| يدخلون في الدور الثاني |                                      |                                 |                       |                                                                       |
| الهلال                 | الاتحاد الآسيوي لكرة القدم           | بطل دوري أبطال آسيا 2021        | 23 ديسمبر 2022        | الثالثة (سابقة: 2019، 2021)                                           |
| الوداد الرياضي         | الاتحاد الإفريقي لكرة القدم          | بطل دوري أبطال إفريقيا 2021–22  | 30 مايو 2022          | الثانية (سابقة: 2017)                                                 |
| سياتل ساوندرز          | الكونكاكاف                           | بطل دوري أبطال الكونكاكاف 2022  | 4 مايو 2022           | الأولى                                                                |
| يدخلون في الدور الأول  |                                      |                                 |                       |                                                                       |
| أوكلاند سيتي           | الاتحاد الأوقيانوسي لكرة القدم       | بطل دوري أبطال أوقيانوسيا 2022  | 17 أغسطس 2022         | العاشرة (سابقة: 2006، 2009، 2011، 2012، 2013، 2014، 2015، 2016، 2017) |
| الأهلي                 | الاتحاد الإفريقي لكرة القدم (المضيف) | وصيف دوري أبطال إفريقيا 2021–22 | 16 ديسمبر 2022        | الثامنة (السابقة: 2005، 2006، 2008، 2012، 2013، 2020، 2021)           |

ملاحظة
1. ↑  بسبب تغيير جدولة المباريات، تم تأكيد أن نهائي دوري أبطال آسيا 2022، الذي كان مبرمجاً في الأصل ليُلعب في أكتوبر 2022، لن يُقام حتى مايو 2023.[14] بما أن كأس العالم للأندية 2022 سيكون قد لُعب بحلول هذا الوقت، قرر الاتحاد الآسيوي لكرة القدم في 23 ديسمبر 2022 ترشيح نادي الهلال السعودي كممثل لأسيا في كأس العالم للأندية بصفته حامل لقب دوري أبطال آسيا 2021.[15]
2. ↑  الوداد الرياضي هو أيضا بطل البطولة الوطنية الاحترافية المغربية 2021–22 في 29 يونيو 2022.
3. 1 2  الأهلي سيشغل مقعد بطل الدوري المغربي نظرا لفوز فريق مغربي بلقب دوري أبطال أفريقيا.
4. ↑  في حين تم التأكد أن نادي الأهلي المصري هو أحد طرفي نهائي دوري أبطال أفريقيا 2021–22
 مع نادٍ مغربي في 14 مايو 2022، وحل وصيفاً في 30 مايو 2022، فإن مشاركته لم تتأكد حتى اختار مجلس الفيفا المغرب كبلد منظم للبطولة في 16 ديسمبر 2022.

## مزودو الأطقم
| أديداس                                          | ماكرون   | دايناستي       | موج      |
| ----------------------------------------------- | -------- | -------------- | -------- |
| - ريال مدريد - فلامنغو - الأهلي - سياتل ساوندرز | - الوداد | - أوكلاند سيتي | - الهلال |

## الملاعب
ستلعب مباريات البطولة على أرضية المجمع الرياضي الأمير مولاي عبد الله بالرباط وملعب طنجة.
| الرباط                               | الرباط طنجةكأس العالم للأندية 2022 (المغرب) | طنجة                       |
| ------------------------------------ | ------------------------------------------- | -------------------------- |
| المجمع الرياضي الأمير مولاي عبد الله | الرباط طنجةكأس العالم للأندية 2022 (المغرب) | ملعب طنجة (ملعب ابن بطوطة) |
| السعة: 60،000                        | الرباط طنجةكأس العالم للأندية 2022 (المغرب) | السعة: 65،000              |
|                                      | الرباط طنجةكأس العالم للأندية 2022 (المغرب) |                            |

## الحكام
في 14 يناير 2023، أعلنت الفيفا عن اختيار ستة حكام رئيسيين، إثني عشر حكماً مساعداً، وثمانية حكام مساعدين بالفيديو لإدارة مباريات البطولة.
| الاتحاد القاري              | الحكام الرئيسيون            | الحكام المساعدون                                             | الحكام المساعدون بالفيديو                                                                |
| --------------------------- | --------------------------- | ------------------------------------------------------------ | ---------------------------------------------------------------------------------------- |
| الاتحاد الآسيوي لكرة القدم  | ما نينغ (الصين)             | - زو في (الصين) - زانغ تشينغ (الصين)                         | فو مينغ (الصين)                                                                          |
| الاتحاد الإفريقي لكرة القدم | مصطفى غربال (الجزائر)       | - مقران غوراري (الجزائر) - خليل حساني (تونس)                 | رضوان جيد (المغرب)                                                                       |
| كونكاكاف                    | إيفان بارتون (السلفادور)    | - دافيد موران (السلفادور) - كاثرين نيسبيت (الولايات المتحدة) | فيرناندو غيريرو (المكسيك)                                                                |
| كونميبول                    | أندريس ماتونتي (الأوروغواي) | - نيكولاس تاران (الأوروغواي) - مارتين سوبي (الأوروغواي)      | - نيكولاس غالو (كولومبيا) - خوان سوتو (فنزويلا)                                          |
| الاتحاد الأوروبي لكرة القدم | إشتفان كوفاتش (رومانيا)     | - فاسيلي مارينيسكو (رومانيا) - أوفيديو أرتيني (رومانيا)      | - جيروم بريسارد (فرنسا) - ماسيميليانو إيراتي (إيطاليا) - خوان مارتينيز مونويرا (إسبانيا) |
| الاتحاد الأوروبي لكرة القدم | أنتوني تايلور (إنجلترا)     | - غاري بيسويك (إنجلترا) - أدام نون (إنجلترا)                 | - جيروم بريسارد (فرنسا) - ماسيميليانو إيراتي (إيطاليا) - خوان مارتينيز مونويرا (إسبانيا) |

## تشكيلات الفرق
على كل فريق إعداد تشكيلة مكونة من 23 لاعباً (بما فيهم 3 حراس وجوبا). يمكن استبدال المصابين قبل 24 ساعة من بداية أول مباراة للفريق.

## المباريات
أُقيمت قرعة البطولة يوم 13 يناير 2023 على الساعة 12:00 بتوقيت المغرب في أكاديمية محمد السادس لكرة القدم بسلا، المغرب، لتحديد أطراف مبارتي الدور الثاني (بين الفائز من الدور الأول وممثلي أفريقيا وأسيا والكونكاكاف)، وخصوم الفائزين من الدور الثاني في نصف النهائي (ضد ممثلي أوروبا والكونميبول). في قرعة الدور الثاني، تم وضع الوداد الرياضي والفائز من مباراة الدور الأول في مواجهات منفصلة، مع اختيار منافس كل نادٍ من وعاء القرعة. تم اختيار موعد وملعب كل مباراة بعد إجراء القرعة.
إذا انتهت مباراة في وقتها الأصلي بالتعادل:
- في المباريات الإقصائية، يتم اللجوء إلى الوقت الإضافي. إذا ظل التعادل بين الفريقين يتم اللجوء إلى ركلات الجزاء الترجيحية لتحديد الفائز.
- بالنسبة لمباراة تحديد المركز الثالث، لا يلعب وقت إضافي، وتلعب ركلات الجزاء الترجيحية لتحديد الفائز.

|  | الدور الأول     | الدور الأول |                    |                | الدور الثاني    | الدور الثاني    |  |  | نصف النهائي | نصف النهائي |  |  | النهائي          | النهائي |
|  | 1 فبراير – طنجة |             |                    |                |                 |                 |  |  |             |             |  |  |                  |         |
|  | الأهلي          | 3           |                    |                | 4 فبراير – طنجة | 4 فبراير – طنجة |  |  |             |             |  |  |                  |         |
|  | الأهلي          | 3           |                    |                | 4 فبراير – طنجة | 4 فبراير – طنجة |  |  |             |             |  |  |                  |         |
|  | أوكلاند سيتي    | 0           |                    |                | سياتل ساوندرز   | 0               |  |  |             |             |  |  |                  |         |
|  | أوكلاند سيتي    | 0           | 8 فبراير – الرباط  |                | سياتل ساوندرز   | 0               |  |  |             |             |  |  |                  |         |
|  |                 |             |                    |                | الأهلي          | 1               |  |  |             |             |  |  |                  |         |
|  | الأهلي          | 1           |                    |                | الأهلي          | 1               |  |  |             |             |  |  |                  |         |
|  | الأهلي          | 1           |                    |                |                 |                 |  |  |             |             |  |  |                  |         |
|  |                 |             | ريال مدريد         | 4              |                 |                 |  |  |             |             |  |  |                  |         |
|  |                 |             | ريال مدريد         | 4              |                 |                 |  |  |             |             |  |  |                  |         |
|  |                 |             | 11 فبراير – الرباط |                |                 |                 |  |  |             |             |  |  |                  |         |
|  |                 |             |                    |                |                 |                 |  |  |             |             |  |  |                  |         |
|  | ريال مدريد      | 5           |                    |                |                 |                 |  |  |             |             |  |  |                  |         |
|  | ريال مدريد      | 5           | 4 فبراير – الرباط  |                |                 |                 |  |  |             |             |  |  |                  |         |
|  |                 | الهلال      | 3                  |                |                 |                 |  |  |             |             |  |  |                  |         |
|  |                 |             | 3                  | الوداد الرياضي | 1 (3)           |                 |  |  |             |             |  |  |                  |         |
|  | 7 فبراير – طنجة |             |                    | الوداد الرياضي | 1 (3)           |                 |  |  |             |             |  |  |                  |         |
|  |                 | الهلال (ج.) | 1 (5)              |                |                 |                 |  |  |             |             |  |  |                  |         |
|  | فلامينغو        | الهلال (ج.) | 1 (5)              | 2              |                 |                 |  |  |             |             |  |  |                  |         |
|  | فلامينغو        |             | المركز الثالث      | 2              |                 |                 |  |  |             |             |  |  |                  |         |
|  |                 |             | الهلال             | 3              |                 |                 |  |  |             |             |  |  |                  |         |
|  | الأهلي          | 2           | الهلال             | 3              |                 |                 |  |  |             |             |  |  |                  |         |
|  | الأهلي          | 2           |                    |                |                 |                 |  |  |             |             |  |  |                  |         |
|  | فلامينغو        | 4           |                    |                |                 |                 |  |  |             |             |  |  |                  |         |
|  | فلامينغو        | 4           |                    |                |                 |                 |  |  |             |             |  |  |                  |         |
|  |                 |             |                    |                |                 |                 |  |  |             |             |  |  | 11 فبراير – طنجة |         |

كل المباريات بالتوقيت المحلي (ت.ع.م+1).

### الدور الأول
| الأهلي                              | 3–0   | أوكلاند سيتي |
| ----------------------------------- | ----- | ------------ |
| - الشحات 45+2' - شريف 56' - تاو 86' | تقرير |              |

### الدور الثاني
| الوداد الرياضي                           | 1–1 (ب.و.إ.) | الهلال                                       |
| ---------------------------------------- | ------------ | -------------------------------------------- |
| - العملود 52'                            | تقرير        | - كنو 90+4' (ركلة.)                          |
| ركلات الترجيح                            |              |                                              |
| - عطية الله - العملود - أوناجم - الداودي | 3–5          | - ماريغا - فييتو - الشهري - الحمدان - الجوير |

| سياتل ساوندرز | 0–1   | الأهلي     |
| ------------- | ----- | ---------- |
|               | تقرير | - قفشه 88' |

### نصف النهائي
| فلامينغو           | 2–3   | الهلال                                          |
| ------------------ | ----- | ----------------------------------------------- |
| - بيدرو 20'، 1+90' | تقرير | - الدوسري 4' (ركلة.)، 9+45' (ركلة.) - فييتو 70' |

| الأهلي              | 1–4   | ريال مدريد                                                   |
| ------------------- | ----- | ------------------------------------------------------------ |
| - معلول 65' (ركلة.) | تقرير | - فينيسيوس 42' - فالفيردي 46' - رودريغو 90+2' - أريباس 90+8' |

### تحديد المركز الثالث
كان مقرراً إجراء مباراة تحديد المركز الثالث في المجمع الرياضي الأمير مولاي عبد الله بالرباط في 9 فبراير 2023، لكن تم نقلها إلى ملعب طنجة للحفاظ على عشب الملعب من أجل النهائي.
| الأهلي                | 2–4   | فلامينغو                                              |
| --------------------- | ----- | ----------------------------------------------------- |
| - عبد القادر 38'، 60' | تقرير | - باربوسا 11' (ركلة.)، 85' (ركلة.) - بيدرو 77'، 90+1' |

### النهائي
| ريال مدريد                                           | 5–3   | الهلال                        |
| ---------------------------------------------------- | ----- | ----------------------------- |
| - فينيسيوس 13'، 69' - فالفيردي 18'، 58' - بنزيما 54' | تقرير | - ماريغا 26' - فييتو 63'، 79' |

## الهدافون
| الرتبة | اللاعب               | الفريق         | عدد الأهداف |
| ------ | -------------------- | -------------- | ----------- |
| 1      | بيدرو                | فلامينغو       | 4           |
| 2      | لوسيانو فييتو        | الهلال         | 3           |
| 2      | فيديريكو فالفيردي    | ريال مدريد     | 3           |
| 2      | فينيسيوس جونيور      | ريال مدريد     | 3           |
| 3      | سالم الدوسري         | الهلال         | 2           |
| 3      | غابرييل باربوسا      | فلامينغو       | 2           |
| 3      | أحمد حمدي عبد القادر | الأهلي         | 2           |
| 4      | أيوب العملود         | الوداد الرياضي | 1           |
| 4      | بيرسي تاو            | الأهلي         | 1           |
| 4      | حسين الشحات          | الأهلي         | 1           |
| 4      | محمد شريف            | الأهلي         | 1           |
| 4      | محمد مجدي قفشه       | الأهلي         | 1           |
| 4      | علي معلول            | الأهلي         | 1           |
| 4      | محمد كنو             | الهلال         | 1           |
| 4      | موسى ماريغا          | الهلال         | 1           |
| 4      | رودريغو غوس          | ريال مدريد     | 1           |
| 4      | سيرجيو أريباس        | ريال مدريد     | 1           |
| 4      | كريم بنزيما          | ريال مدريد     | 1           |

## الجوائز
ُمُنحت الجوائز التالية في ختام البطولة. فاز لاعب ريال مدريد، فينيسيوس جونيور، بالكرة الذهبية للبطولة، برعاية أديداس.
| كرة أديداس الذهبية           | كرة أديداس الفضية              | كرة أديداس البرونزية   |
| ---------------------------- | ------------------------------ | ---------------------- |
| فينيسيوس جونيور (ريال مدريد) | فيديريكو فالفيردي (ريال مدريد) | لوسيانو فييتو (الهلال) |
| جائزة الفيفا للعب النظيف     |                                |                        |
| ريال مدريد                   |                                |                        |

عينت فيفا لقب رجل المباراة لأفضل لاعب في كل مباراة في البطولة.
| المباراة | رجل المباراة    | النادي     | الخصم          | مصدر   |
| -------- | --------------- | ---------- | -------------- | ------ |
| 1        | محمد شريف       | الأهلي     | أوكلاند سيتي   | [ 26 ] |
| 2        | محمد مجدي قفشه  | الأهلي     | سياتل ساوندرز  | [ 27 ] |
| 3        | غوستافو كويلار  | الهلال     | الوداد الرياضي | [ 28 ] |
| 4        | سالم الدوسري    | الهلال     | فلامينغو       | [ 29 ] |
| 5        | فينيسيوس جونيور | ريال مدريد | الأهلي         | [ 30 ] |
| 6        | بيدرو           | فلامينغو   | الأهلي         | [ 31 ] |
| 7        | فينيسيوس جونيور | ريال مدريد | الهلال         | [ 32 ] |

## البث
| المنطقة | صاحب الحقوق                     | المرجع |
| --- | ------------------------------- | ------ |
| أستراليا | إس بي إس سبورت                  | [ 33 ] |
| فرنسا | كنال+                           | [ 34 ] |
| البرازيل | سبور تيفي، غلوبو                | [ 35 ] |
| إيطاليا | سكاي إيطاليا                    | [ 34 ] |
| إندونيسيا | آر سي تي آي، آي نيوز، سبو تيفي  | [ 34 ] |
| المغرب | الشركة الوطنية للإذاعة والتلفزة | [ 36 ] |
| السعودية | شركة الرياضة السعودية           | [ 37 ] |
| المكسيك | فيكس                            | [ 38 ] |
| الفلبين | سبو تيفي                        | [ 39 ] |
| إسبانيا | ميدياسيت إسبانيا                | [ 40 ] |
| الولايات المتحدة الأمريكية | فوكس سبورتس                     | [ 41 ] |
| البرتغال | سبورت تي في                     | [ 37 ] |
| أرمينيا · أذربيجان · بيلاروس · إستونيا · جورجيا · إيرلندا · كازاخستان · قرغيزستان · لاتفيا · ليتوانيا · مولدوفا · طاجيكستان · تركيا · تركمانستان · أوكرانيا · أوزبكستان | ساران ميديا                     | [ 42 ] |
| الأرجنتين · تشيلي · كولومبيا · الإكوادور · بيرو · أوروغواي · فنزويلا | دي سبورت                        | [ 43 ] |

### الشريك المقدم[44]
- روح السعودية

### شركاء فيفا[44]
- أديداس
- مجموعة واندا

### داعمو البطولة[44]
- أورنج المغرب
- بتانو
- المكتب الشريف للفوسفاط
- المكتب الوطني للسكك الحديدية

## وصلات خارجية
- الموقع الرسمي